# Боян Богданович
Боян Богданович (хорв. Bojan Bogdanović, нар. 18 квітня 1989, Мостар, Соціалістична Федеративна Республіка Югославія) — хорватський професіональний баскетболіст, легкий форвард команди НБА «Детройт Пістонс». Гравець національної збірної Хорватії, у складі якої був учасником Олімпійських ігор.

## Ігрова кар'єра

### Ранні роки

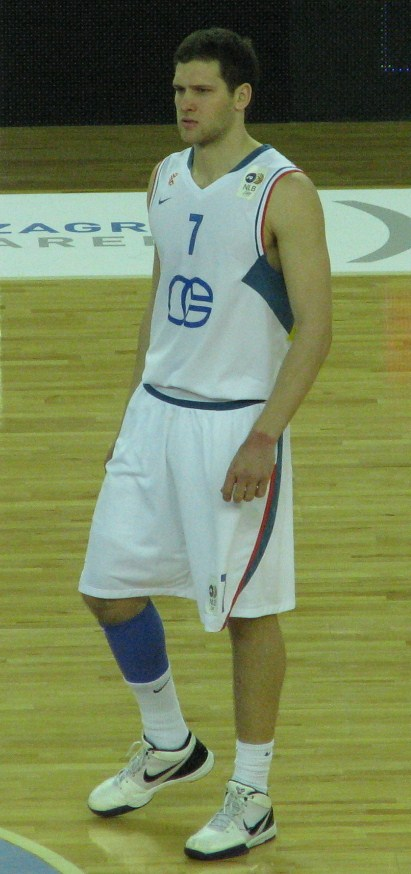
Богданович у складі «Цибони»

Професійну кар'єру розпочав 2004 року виступами у складі боснійської команди «Зриньські» (Мостар), за яку відіграв один сезон.
2005 року підписав контракт з іспанським «Реал Мадрид», який одразу ж повернув гравця в оренду в «Зриньські». 2006 року повернувся до Іспанії та виступав у другій команді «Реала», а 2008 року відправився в оренду в «Мурсію».
2009 року підписав чотирьохрічний контракт з хорватською «Цибоною».
2011 року перейшов до складу турецького «Фенербахче». Того ж року був обраний на драфті НБА під 31 загальним номером командою «Маямі Гіт» та одразу ж обміняний спочатку до «Міннесоти», а потім до «Нью-Джерсі Нетс». Проте кар'єру в НБА розпочав не одразу, повернувшись до складу турецького клубу.

### Бруклін Нетс
Виступи в НБА розпочав 2014 року за «Бруклін Нетс», підписавши з клубом контракт на три роки. Захищав кольори команди з Брукліна протягом наступних 3 сезонів. Вдало почавши свій дебютний сезон в США та зігравши перших 19 матчів у основному складі, 10 грудня він втратив місце у старті, поступившись ним Сергію Карасьову. Проте вже через місяць повернув його у матчі проти «Детройт Пістонс». В завершальному матчі сезону 15 квітня проти «Орландо Меджик» набрав свої найвищі у сезоні 28 очок, допомігши команді пробитися до плей-оф з восьмого місця Східної конференції. В першому раунді клуб з Брукліна поступився «Атланті» в серії з шести ігор.
15 березня 2016 року провів найрезультативнішу гру в кар'єрі, набравши 44 очки у матчі проти «Філадельфії», який «Бруклін» виграв 131–114. В останньому матчі сезону проти «Торонто» повторив це досягнення, влучивши при цьому сім триочкових кидків. Сезон був невдалий для «Нетс» і вони не змогли пробитися до стадії плей-оф.

### Вашингтон Візардс

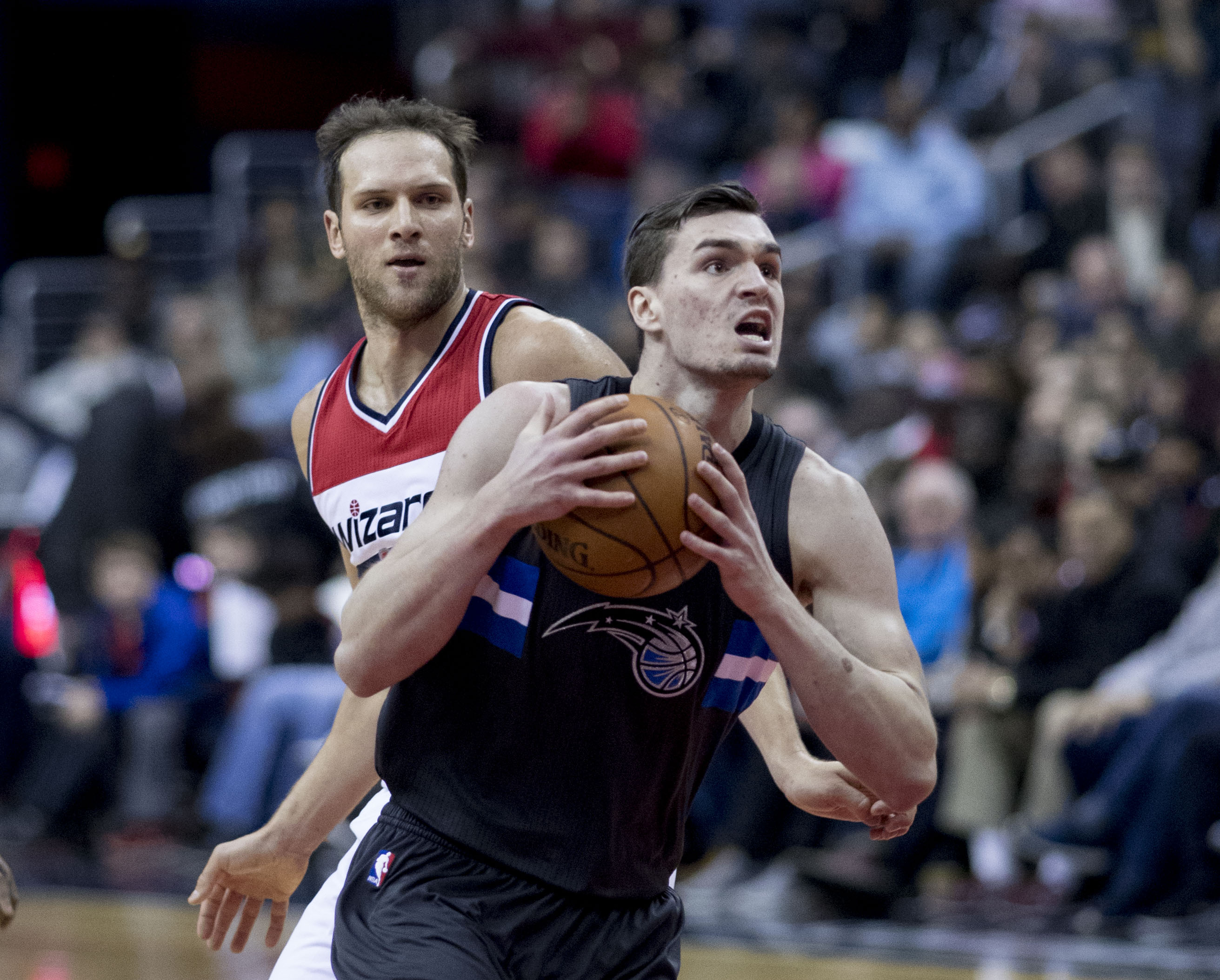
Богданович (ззаду) у грі за «Вашингтон», березень 2017

22 лютого 2017 року разом Крісом Маккаллоу перейшов до складу «Вашингтон Візардс» в обмін на Ендрю Ніколсона, Маркуса Торнтона та права на захищений драфт-пік 2017 року. 1 березня 2017 року провів вдалий матч проти «Торонто», набравши 27 очок. Через чотири дні в матчі проти «Орландо» знову набрав 27 очок, влучивши рекордні для себе 8 дальніх спроб. 7 березня набрав 29 очок та встановив рекорд клубу за кількістю влучних штрафних кидків (16 з 16) у вигравшному матчі проти «Фінікса».

### Індіана Пейсерз
10 липня 2017 року став гравцем «Індіана Пейсерз». У своєму дебютному матчі за нову команду 18 жовтня проти «Брукліна» набрав 14 очок. 5 лютого 2018 року набрав найвищі у сезоні 29 очок у програшному матчі проти «Вашингтона». 5 березня 2018 року в матчі проти «Мілвокі Бакс» знову досягнув цієї позначки. У четвертому матчі першого раунду плей-оф проти «Клівленда» набрав свої рекордні у плей-оф 30 очок. Проте це не допомогло команді, яка програла напружену серію з семи матчів.
2 лютого 2019 року провів найрезультативніший матч у сезоні проти «Маямі», набравши 31 очко, а 28 лютого у матчі проти «Міннесоти» покращив цей показник до 37 очок.

### Юта Джаз
7 липня 2019 року підписав контракт з командою «Юта Джаз» на чотири роки та 73 млн. доларів, ставши таким чином найоплачуванішим спортсменом Хорватії.
7 травня 2021 року встановив особистий рекорд результативності, набравши 48 очок у матчі проти «Денвера».

### Детройт Пістонс
26 вересня 2022 року був обміняний до «Детройта» на Келлі Олійника, Сейбена Лі та готівку.

## Виступи за збірну
Богданович виступав за різні вікові групи збірної Хорватії з 16 років. 2010 року вперше приєднався до лав Національної збірної для участі у Чемпіонаті світу. У липні 2012 року був виключений зі складу збірної головним тренером команди Ясміном Репешою через порушення дисципліни.
2013 року знову був викликаний до збірної Хорватії для участь у Євробаскеті, 2014 — для чемпіонату світу, а 2015 —  для чергового Євробаскету.
2016 року представляв країну на Олімпійських іграх у Ріо-де-Жанейро. Був найрезультативнішим гравцем команди на турнірі, набираючи в середньому 25,3 очка за гру.
Учасник Євробаскету 2022 у складі збірної Хорватії.

## Статистика виступів

### Регулярний сезон
| Сезон             | Команда             | GP  | GS  | MPG  | FG%  | 3P%  | FT%  | RPG | APG | SPG | BPG | PPG  |
| ----------------- | ------------------- | --- | --- | ---- | ---- | ---- | ---- | --- | --- | --- | --- | ---- |
| 2014–15           | «Бруклін Нетс»      | 78  | 28  | 23.8 | .453 | .355 | .821 | 2.7 | .9  | .4  | .1  | 9.0  |
| 2015–16           | «Бруклін Нетс»      | 79  | 39  | 26.8 | .433 | .382 | .833 | 3.2 | 1.3 | .4  | .1  | 11.2 |
| 2016–17           | «Бруклін Нетс»      | 55  | 54  | 26.9 | .440 | .355 | .874 | 3.6 | 1.6 | .4  | .1  | 14.2 |
| 2016–17           | «Вашингтон Візардс» | 26  | 0   | 23.1 | .457 | .391 | .934 | 3.1 | .8  | .4  | .2  | 12.7 |
| 2017–18           | «Індіана Пейсерз»   | 80  | 80  | 30.8 | .474 | .402 | .868 | 3.4 | 1.5 | .7  | .1  | 14.3 |
| 2018–19           | «Індіана Пейсерз»   | 81  | 81  | 31.8 | .497 | .425 | .807 | 4.1 | 2.0 | .9  | .0  | 18.0 |
| 2019–20           | «Юта Джаз»          | 63  | 63  | 33.1 | .447 | .414 | .903 | 4.1 | 2.1 | .5  | .1  | 20.2 |
| 2020–21           | «Юта Джаз»          | 72  | 72  | 30.8 | .439 | .390 | .879 | 3.9 | 1.9 | .6  | .1  | 17.0 |
| 2021–22           | «Юта Джаз»          | 69  | 69  | 30.9 | .455 | .387 | .858 | 4.3 | 1.7 | .5  | .0  | 18.1 |
| Усього за кар'єру | Усього за кар'єру   | 603 | 486 | 29.1 | .457 | .392 | .861 | 3.6 | 1.6 | .6  | .1  | 15.0 |

### Плей-оф
| Сезон             | Команда             | GP | GS | MPG  | FG%  | 3P%  | FT%  | RPG | APG | SPG | BPG | PPG  |
| ----------------- | ------------------- | -- | -- | ---- | ---- | ---- | ---- | --- | --- | --- | --- | ---- |
| 2015              | «Бруклін Нетс»      | 6  | 5  | 34.3 | .390 | .333 | .714 | 3.8 | 1.7 | .7  | .3  | 10.3 |
| 2017              | «Вашингтон Візардс» | 13 | 0  | 20.3 | .414 | .356 | .844 | 4.3 | .7  | .5  | .1  | 8.8  |
| 2018              | «Індіана Пейсерз»   | 7  | 7  | 34.0 | .395 | .378 | .600 | 3.4 | 1.9 | .9  | .0  | 12.4 |
| 2019              | «Індіана Пейсерз»   | 4  | 4  | 37.0 | .397 | .318 | .882 | 5.8 | 2.8 | 2.0 | .0  | 18.0 |
| 2021              | «Юта Джаз»          | 11 | 11 | 35.5 | .467 | .461 | .878 | 4.3 | 1.5 | .9  | .0  | 18.1 |
| 2022              | «Юта Джаз»          | 6  | 6  | 35.7 | .481 | .333 | .792 | 4.2 | 1.7 | .3  | .0  | 18.0 |
| Усього за кар'єру | Усього за кар'єру   | 47 | 33 | 31.1 | .431 | .382 | .824 | 4.2 | 1.5 | .8  | .1  | 13.7 |